# Beslagsmed
En Beslagsmed  er en håndværker, der tilpasser pre-fabrikerede hestesko, og udfører skoning af heste, beskæring af hove og eventuelt smeder hestesko.

## Ekstern henvisning
- Wikimedia Commons har flere filer relateret til Beslagsmed